# Крестмор-Гайтс (Каліфорнія)
Крестмор-Гайтс (англ. Crestmore Heights) — переписна місцевість (CDP) в США, в окрузі Ріверсайд штату Каліфорнія. Населення — 384 особи (2010).

## Географія
Крестмор-Гайтс розташований за координатами 34°1′48″ пн. ш. 117°23′45″ зх. д. / 34.03000° пн. ш. 117.39583° зх. д. (34.029970, -117.395812).  За даними Бюро перепису населення США в 2010 році переписна місцевість мала площу 0,74 км², уся площа — суходіл.

## Демографія
Згідно з переписом 2010 року, у переписній місцевості мешкали 384 особи в 112 домогосподарствах у складі 79 родин. Густота населення становила 515 осіб/км².  Було 123 помешкання (165/км²).
Расовий склад населення:
| - 59,6 % — білих - 1,6 % — азіатів - 0,5 % — корінних американців - 0,5 % — чорних або афроамериканців - 34,6 % — осіб інших рас |

До двох чи більше рас належало 3,1 %. Частка іспаномовних становила 68,5 % від усіх жителів.
За віковим діапазоном населення розподілялося таким чином: 25,8 % — особи молодші 18 років, 64,6 % — особи у віці 18—64 років, 9,6 % — особи у віці 65 років та старші. Медіана віку мешканця становила 33,7 року. На 100 осіб жіночої статі у переписній місцевості припадало 107,6 чоловіків;  на 100 жінок у віці від 18 років та старших — 108,0 чоловіків також старших 18 років.